# Ihar Basłyk
Ihar Uładzimirawicz Basłyk (biał. Ігар Уладзіміравіч Баслык, ros. Игорь Владимирович Баслык, Igor Władimirowicz Basłyk; ur. 11 czerwca 1962 w Wyhołowiczach) – białoruski inżynier i polityk, w latach 2000–2004 deputowany do Izby Reprezentantów Zgromadzenia Narodowego Republiki Białorusi II kadencji.

## Życiorys
Urodził się 11 czerwca 1962 roku we wsi Wyhołowicze, w rejonie miadzielskim obwodu mińskiego Białoruskiej SRR, ZSRR. Ukończył Białoruską Państwową Akademię Politechniczną, uzyskując wykształcenie inżyniera organizatora produkcji. Pracę rozpoczął jako technik mechanik w Miadzielskim Rejonowym Zjednoczeniu Produkcyjnym „Sielchozimija”. Odbył służbę wojskową w szeregach Sił Zbrojnych ZSRR. Pracował jako inżynier mechanik, dyrektor fabryki drobiu „Zaria Kommunizma” w rejonie miadzielskim.
21 listopada 2000 roku został deputowanym do Izby Reprezentantów Zgromadzenia Narodowego Republiki Białorusi II kadencji z Wilejskiego Okręgu Wyborczego Nr 79. Pełnił w niej funkcję członka Stałej Komisji ds. Budżetu, Finansów i Polityki Podatkowej. Wchodził w skład grup deputackich „Przyjaciele Bułgarii” i „Republika”. Jego kadencja w Izbie Reprezentantów zakończyła się 16 listopada 2004 roku.

## Odznaczenia
- Podziękowanie Prezydenta Republiki Białorusi[1].

## Życie prywatne
Ihar Basłyk jest żonaty, ma dwóch synów.